# Villa Schönfeld (Baden bei Wien)

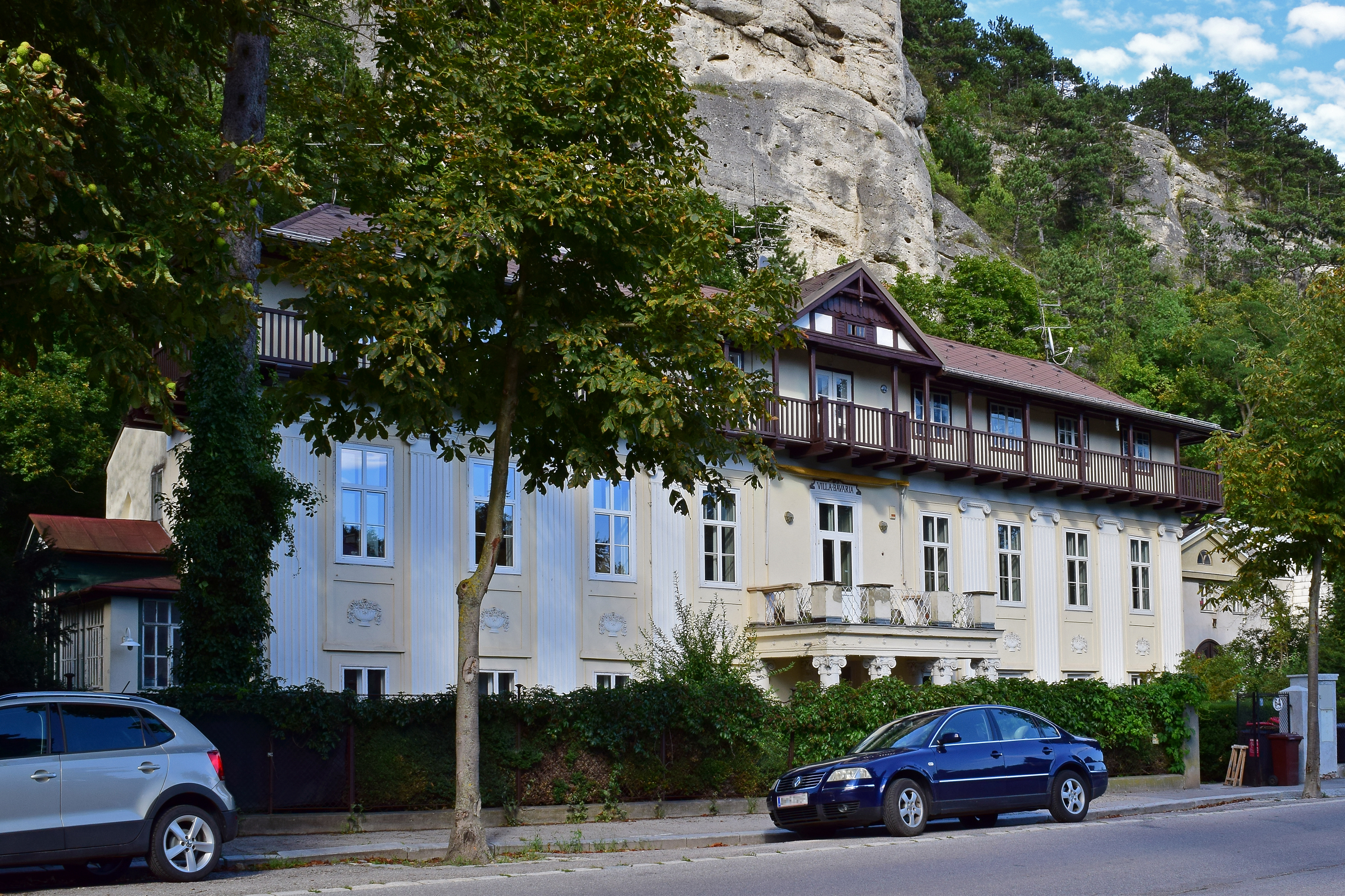
Die Schönfeldvilla (2014)

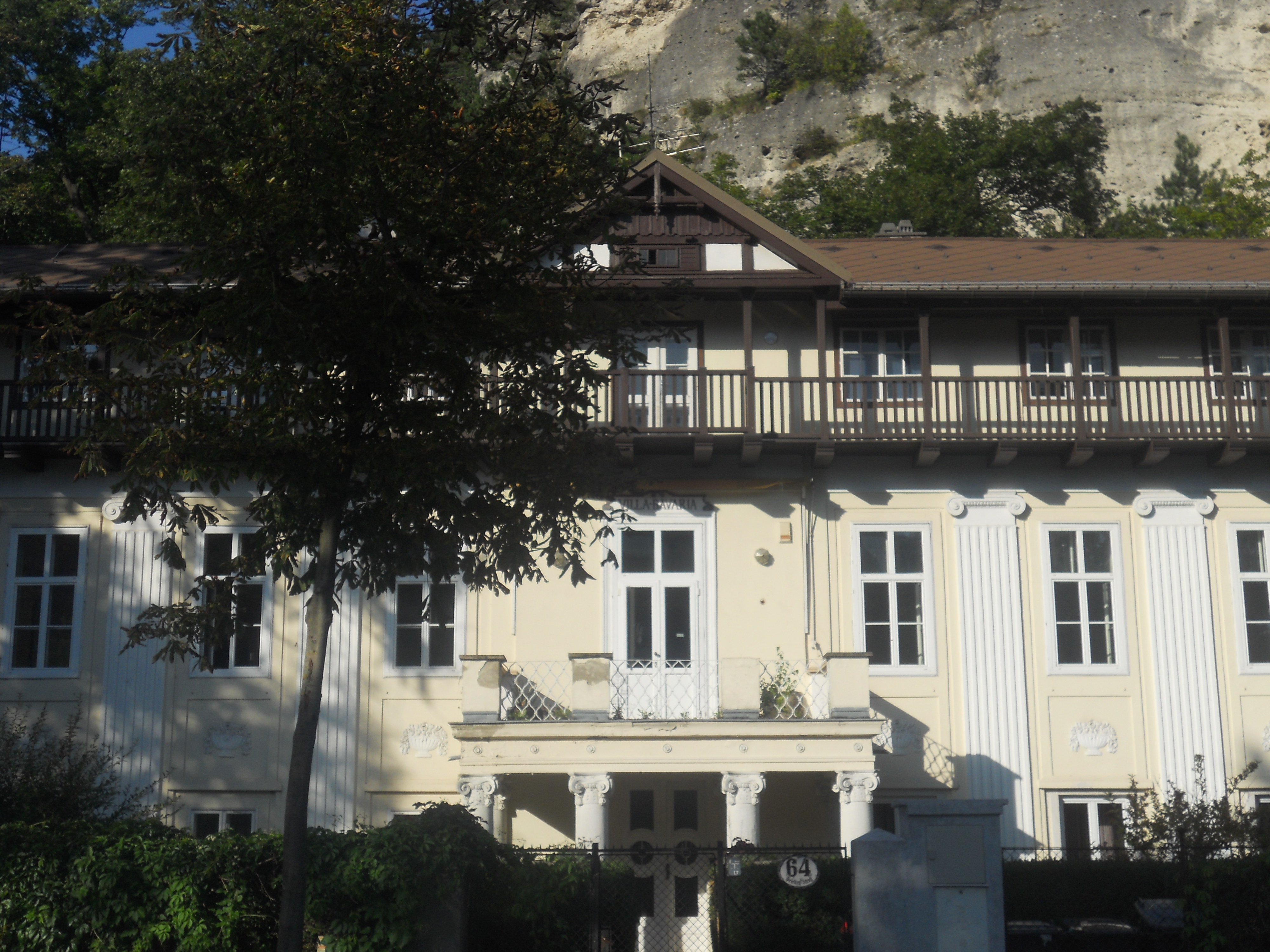
Villa Schönfeld (2014)

Die Villa Schönfeld in Baden in Niederösterreich war ab 1805 die Sommervilla des Johann Nepomuk Ferdinand Ritter von Schönfeld (1750–1821), eines österreichischen Unternehmers, Kunstsammlers und Schriftstellers.
Während des Zweiten Weltkriegs wurde das Haus in Villa Bavaria umbenannt. Derzeit ist die Villa in Privatbesitz. Seit 2014 steht das Gebäude unter Denkmalschutz (Listeneintrag).
Das Gebäude befindet sich in der Helenenstraße 62–64, am Eingang zum Helenental. Von hier machte Ritter von Schönfeld das Tal zugänglich, er ließ Felsen sprengen, Höhen abdachen und Straßen anlegen.

## Belege
1. ↑  Villa Schonfeld Baden. Abgerufen am 6. Januar 2019.
2. ↑  Niederösterreich – unbewegliche und archäologische Denkmale unter Denkmalschutz. (Memento vom 20. Februar 2018 im Internet Archive; PDF) (CSV). Bundesdenkmalamt, Stand: 17. Jänner 2018.
3. ↑  Constantin von Wurzbach: Schönfeld, Johann Ferdinand Ritter von. In: Biographisches Lexikon des Kaiserthums Oesterreich. 31. Theil. Kaiserlich-königliche Hof- und Staatsdruckerei, Wien 1876, S. 152–156 (Digitalisat).

Koordinaten: 48° 0′ 32,2″ N, 16° 12′ 40,8″ O